# Serrat de l'Alzinera
El Serrat de l'Alzinera és una serra situada al municipi de Lles de Cerdanya, a la comarca de la Baixa Cerdanya, amb una elevació màxima de 1.266 metres.